# 克里斯琴·费迪南德·弗里德里希·霍赫施泰特
克里斯琴·费迪南德·弗里德里希·霍赫施泰特（Christian Ferdinand Friedrich Hochstetter，1787年2月16日—1860年2月20日）为德国植物学家及新教牧师。